# Luigi Ronzi
Luigi Ronzi (né à Florence le 7 juin 1805 et mort au même endroit le 15 mai 1875) est un baryton italien, qui fut aussi compositeur et impresario.

## Biographie
Il naît à Florence dans une famille de musiciens, de Gaspare Ronzi et Anna Lafont. Il est le frère cadet de Stanislas (violoniste), de Giuseppina Ronzi de Begnis et d’Antonio (ténor e compositeur). Il se forme au Conservatoire de Naples, où il a comme collègues Gaetano Donizetti, Vincenzo Bellini et Luigi Ricci.
Auteur de quelques opérettes, il est l'élève d’Andrea Nozzari, également professeur de Giovanni Battista Rubini et de Caroline Unger. Il commence sa carrière de baryton dans les théâtres de Pesaro, Mantoue et Padoue.
Il s'établit ensuite à Bologne, où il ouvre une école de chant. Il épouse le contralto Ippolita Ferlini, qui lui donne plusieurs enfants. Parmi ses élèves, on peut noter Teresa De Giuli, Emilia Boldrini, Fanny Capuani, Raffaele Vitali, Raffaele Ferlotti, Luigi Stefani, Luigi Stecchi-Bottardi, Leone Giraldoni, Nicola Benedetti, Marietta Gresti, Gaetano Fiori, Argentina Angelini, le baryton Luigi Roncagli, Virginia Albertini et la Gambardella.
En 1847 il revient à Florence pour assister sa vieille mère, non sans une dizaine de ses élèves. Il crée et dirige son école, l’Agenzia teatrale in Firenze dei signori Luigi Ronzi e Comp., et entretient des relations avec les théâtres d’Odessa et de Malte. Il sert aussi d'impresario à divers artistes pour les théâtres italiens.
Il meurt à Florence le 15 mai 1875.

## Œuvres
- Luisa Strozzi, créé en 1844, à Venise[2],[13]
- Bouquet pour pianoforte et violon sur des airs de l’opéra i Puritani (op. 1)
- Duo concertante pour pianoforte et violon (op. 2) créé avec son frère Stanislas en 1837 à Rome

## Interprétations
- Maître de chœur et chef d'orchestre pour Semiramide de Rossini, au Regale teatro degl'Intrepidi di Firenze, l'automne 1828[14].
- Le grand-prêtre dans Zadig e Astartea de Nicola Vaccai, au Nuovo teatro de Pesaro, pour le carnaval 1830[15].
- Gondair dans Il trionfo della fede (melodramma serio) de Giovanni Pacini, au Teatro San Samuele de Venise, pour l'automne 1831[16]
- Un rôle de ténor dans Chi dura vince (melodramma eroicomico) de Luigi Ricci, au Teatro Valle de Rome pour le carnaval 1835[17]
- Azzo dans la Parisina de Gaetano Donizetti, au Teatro Sociale de Mantoue, le 24 septembre 1838 et pendant l'automne[18].
- Metteur en scène de Il bravo de Mercadante au Teatro della Pergola (Florence) le 1er juin 1848[19].
- Directeur délégué pour La battaglia di Legnano de Verdi à Florence pour le carême 1849[20].
- Impresario pour Ernani au Teatro della Pergola le 14 mars 1849[21]